# Арсеньев, Павел Иванович
Павел Иванович Арсеньев (1770—1840) — русский военачальник, генерал-лейтенант.
С 1802 года был воспитателем будущего российского императора Николая I и великого князя Михаила Павловича.
Офицер — с 1786 года, полковник — с 1808 года, генерал-майор — с 1816 года. На службе находился до 1826 года. Уволен в отставку с производством в генерал-лейтенанты.
Брак Павла Ивановича с дочерью М. В. Каховского графиней Екатериной Михайловной (1784— 15.08.1832, умерла от чахотки) — был бездетным, а потомство (дочерей Анну и Екатерину) имел его родственник (четвероюродный племянник) и полный тёзка, тоже генерал-лейтенант, алексинский помещик — Павел Иванович Арсеньев, женатый на княжне Степаниде Ивановне Аксаковой (в первом браке была за князем Засекиным).
Был награждён орденом Св. Георгия 4-й степени (№ 3167; 26 ноября 1816), орденом Св. Анны 1-й степени, другими орденами.
Умер 25 или 27 ноября 1840 года. Похоронен на кладбище Данилова монастыря в Москве.